# Mustii
Thomas Mustin (pronunciado [tɔmɑ mystɛ̃]; Bruxelas, 21 de Novembro de 1990) conhecido profissionalmente como Mustii, é um cantor e ator belga, atualmente jurado da versão francófona Drag Race Belgique. Representou a Bélgica no Festival Eurovisão da Canção de 2024 em Malmö, com a canção "Before the Party's Over".

## Discografia

### Álbuns
- 21st Century Boy (2018)
- It's Happening Now (2022)

### EPs
- The Darkest Night (2016)

### Singles

#### Como artista principal
| Título                       | Ano  | Melhores posições | Álbum              |
| Título                       | Ano  | BEL (FR)          | Álbum              |
| ---------------------------- | ---- | ----------------- | ------------------ |
| "The Golden Age"             | 2014 | 16 (Tip)          | The Golden Age     |
| "Feed Me"                    | 2015 | 21 (Tip)          | The Darkest Night  |
| "21st Century Boy"           | 2018 | 9                 | 21st Century Boy   |
| "What a Day"                 | 2018 | 24                | 21st Century Boy   |
| "Blind"                      | 2018 | 11                | 21st Century Boy   |
| "Time Is Up" (Brut x Mustii) | 2020 | Tip               | Non-album single   |
| "Skyline"                    | 2022 | 25                | It's Happening Now |
| "Before the Party's Over"    | 2024 |                   |                    |